# Simon Jentzsch
Simon Jentzsch est un footballeur allemand né le 4 mai 1976 à Düsseldorf. Il évolue au poste de gardien de but au FC Augsburg.

## Biographie
Après avoir été titulaire en Bundesliga durant plus de sept saisons consécutives, avec le TSV Munich 1860 puis le VfL Wolfsburg, il est remplacé par Diego Benaglio en janvier 2008, à la suite de nombreuses contre-performances. Felix Magath décide même de le reléguer au rang de 3e gardien, maintenant le vétéran André Lenz au poste de second gardien. À l'amiable les deux parties résilient le contrat au printemps 2009.
Le 9 juin 2009, il signe au FC Augsburg.

## Palmarès
Vierge